# Corby Glen
Corby Glen est un village et une paroisse civile anglais située dans le comté du Lincolnshire. En 2011, sa population était de 1 017 habitants.

## Source de la traduction
- (en) Cet article est partiellement ou en totalité issu de l’article de Wikipédia en anglais intitulé « Corby Glen » (voir la liste des auteurs).